# Cremaster 2
Cremaster 2 è un film del 1999, diretto da Matthew Barney. Cremaster 2 ha avuto un seguito, Cremaster 3, distribuito nel 2002.

## Descrizione
Cortometraggio sperimentale del ciclo Cremaster che allude alla posizione degli organi riproduttivi durante il processo di sviluppo embrionale.

## Ciclo
- Cremaster 1 (1996)
- Cremaster 3 (2002)
- Cremaster 4 (1994)
- Cremaster 5 (1997)